# Megalopsius tamaricius
Megalopsius tamaricius är en insektsart som beskrevs av Cai. Megalopsius tamaricius ingår i släktet Megalopsius och familjen dvärgstritar. Inga underarter finns listade i Catalogue of Life.